# 怀卡托大学
懷卡托大學是位於紐西蘭懷卡托漢密爾頓市和陶朗加地區的國立大學，成立於1964年。该大学以其高比例的毛利学生而闻名，为他们提供了对应的课程，这也是该大学的一个重要特色。此外，该大学还是世界上毛利和太平洋文化学术研究的中心，其中包括毛利文化和太平洋发展学院。

## 歷史
懷卡托大學的建立源於一群漢密爾頓當地人，他們於1956年發起設立大學的請願，以滿足南奧克蘭地區的需求。該小組由大律師道格拉斯·西摩（Douglas Seymour）領銜，後來是安東尼“魯弗斯”羅傑斯，漢密爾頓GP，以及漢密爾頓長期市長丹尼斯·羅傑斯的兄弟。
他們的行動恰好與新西蘭政府為解決1950年代教師不足的問題而考慮在該地區建立一所教師學院的計劃相吻合。新西蘭政府計劃在那裡建立一所教師學院，讓學生學習本科課程。
1960年，新成立的漢密爾頓教師學院開放了大門，並與剛剛起步的大學（當時是奧克蘭大學的一個分校）合作，在城市郊區的Hillcrest的農田上規劃了一個新的聯合校園。
1964年，懷卡托大學的兩個機構搬到了新的地址。第二年，時任懷卡托大學當時總督的伯納德·弗格森爵士宣布學校正式開業。第一任校長唐·萊文林博士熱衷於共同開發校園，並建立了一個單一的學術課程，這也是為教師學院校長約翰·艾倫所推崇的一種方法。然而，即使是共同點的想法，面對既定的做法，兩個機構的正式兼併直到1990年才發生。當時，大學由人文學院和社會科學學院組成。1969年，Llewellyn博士成功地說服當局資助設立科學院（現為科學與工程學院）。
其次，懷卡托大學於1972年創建了懷卡托管理學院，該學院最初提供計算機科學和計算機服務課程，最終成為計算和數學科學學院。1990年，該學院正式成立，現在是法學院。
從一開始，毛利人的研究就是懷卡托大學的一個重要特徵。毛里求斯研究和研究中心在多次延誤之後，於1972年終於在社會科學院成立。此外，1996年，獨立的毛利人和太平洋發展學院正式成立。
1999年，原来的人文社会科学学院合并成为艺术与社会科学学院（后来的学院）。大学与丰富理工学院于1998年结成联盟，以方便西湾丰富的教学。懷卡托大學的第一批学生于2001年在陶朗加举行的仪式上毕业。
2010年，第三级合作伙伴关系扩大到东湾丰富的Te Whare Wānanga o Awanuiārangi，目前正在为陶朗加设立一所专门的大学主导校园寻求资助。
2014年，大学全面禁止吸烟，不允许在校园和大学拥有的车辆吸烟。

## 学部
怀卡托大学设有以下学部及学院：
- 文学、法学、心理学与社会科学学部
- 管理学部/怀卡托管理学院
- 教育学部
- 健康、工程、计算与理学学部
- 毛利与原住民研究学院

除上述学部及学院外，怀卡托大学还设有
- 怀卡托预备课程学院
- 研究生院

## 結構與管理
村綠色是懷卡託大學漢密爾頓校區的社會樞紐。懷卡託大學漢密爾頓校區位於漢密爾頓市中心，是懷卡託大學的主校區之一，也是懷卡託大學漢密爾頓大學三所湖泊之一。懷卡託大學的行政長官是校長，現任Neil Quigley教授。大學由一個由大學校長率領的理事會主持，現任大學校監是新西蘭前總督阿南德·萨蒂亚南德爵士。大學理事會與大學流域地區的16名iwi（毛利族）部門的代表組成的TeRōpūManukura組成。 TeRōpūManukura是懷卡託大學懷唐伊條約的Kaitiaki（監護人），並且確保大學與iwi合作，以滿足毛利人社區的第三大需求和願望。
以下列表顯示了大學校監：
- Denis Rogers (1964–1969)
- J. Bruce McKenzie (1970–1972)
- Henry R. Bennett (1973–1978)
- C. Douglas Arcus (1979–1980)
- The Hon Sir David Lance Tompkins QC (1981–1985)
- Henry R. Bennett (1986–1987)
- Dame Joy Drayton (1988–1991)
- Gerald D.G. Bailey (1992–1997)
- Caroline Bennett (1998–2002)
- John A. Gallagher (2003–2005)
- John B. Jackman (2006–2007)[15]
- Rt Hon James Bolger ONZ (2007–2019)
- Rt Hon Sir Anand Satyanand GNZM (2019-presnet)

## 校舍
懷卡托大學從漢密爾頓和陶朗加兩個校區中運營。 主要的漢密爾頓校區遍布64公頃的園景花園和湖泊，包括廣泛的體育和娛樂區。 在陶朗加，大學與溫德米爾校園豐富理工學院灣和陶朗加中央商務區的班加德中心分享校園。
漢密爾頓校區原來是農田。由建築師約翰·布萊克 - 凱利（John Blake-Kelly）於1964年設計，開放空間環境美化包含廣泛的原生種植，包括以三個人造湖為中心，以排水沼澤圍場為中心。
湖泊在大學的雨水系統中發揮著至關重要的作用，但它們較淺，使其易於富營養化。 每次春季收穫都是為了除去多餘的雜草和去除害蟲。
漢密爾頓校區的社會心臟是新的學生中心，於2011年由懷卡托校友總督萊特·傑里·馬特帕萊爵士正式開幕。 為了整合現有的大學圖書館，這3000萬美元的建築物已被授予五個可持續發展設計綠色星，這是懷卡托地區第一個五星級項目。
漢密爾頓校區也是加拉格爾表演藝術學院的所在地。 屢獲殊榮的大廈俯瞰Knighton湖，於2001年通過公開招標建成，為音樂，戲劇，舞蹈和卡帕哈卡以及展覽空間提供教學和表演設施，並吸引了國際知名演藝人士和藝術家。

## 圖書館
懷卡托大學圖書館/ Te Whare Pukapuka o Te WhareWānangao Waikato是一個複雜而充滿活力的學術圖書館。大學是通往知識的門戶，為員工和學生提供信息和資源。旨在激勵和鼓勵大學社區終身學習和智力獨立的文化。圖書館提供全面的用戶教育課程，從每個學期開始的導遊觀光到信息檢索和訪問的深入教程。為研究生和學術人員提供一對一的研究磋商。圖書館工作人員直接參與教學和信息素養評估，無論是在學位課程中，還通過個人和小組教學課程。
圖書館位於校園中心，為校園和遠程學生提供服務。還有一個獨立的教育圖書館，位於陶朗加豐盛灣理工學院圖書館的集合，以及漢密爾頓校外的藏書收藏。該圖書館共擁有約1,059,000份印刷品，共接收2,144份印刷系列產品，並訂閱了大量聯網數據庫和電子期刊，可以獲得超過162,000種電子資源。有一個政策要轉移到有選擇的數字內容。圖書館是LCoNZ聯盟的成員。

## 學生宿舍
懷卡托大學目前學生宿舍共有4個，他們是：
- Student Village
- Bryant Hall
- College Hall
- Orchard Park

## 分校
懷卡托大學陶朗加校區提供150門課程。

## 資格認證
懷卡託管理學院2006年獲得三重國際商業學校認證機構AACSB，EQUIS和AMBA認證 - 世界各地的商學院59名，符合三個認證機構的嚴格標準。學校的公共關係本科課程也於2009年獲得了美國公共關係學會的認證，目前是美國以外的五家獲得CEPR認證的機構之一。
2011年，懷卡託管理學院的毛利人領導MBA課程獲得了AMBA首屆MBA創新大獎。懷卡托工商管理碩士與懷卡托 - 台for研究與發展學院合作交付。 2012年，企業和執行教育中心獲得了AMBA五年MBA計劃的重新認證，獲得了最大的認證資格。其全日制MBM計劃也獲得了高度評價的AMBA認證，這是新西蘭獲得此榮譽的第一個MBM。
該大學的工程學士學位獲得了新西蘭專業工程師協會（IPENZ）的國際認可。 BE資格包括800小時的工作經驗，涵蓋化學和生物工程，電子工程，材料和工藝工程，機械工程和軟件工程。

## 大學排名
懷卡托大學在QS2025的世界排名中排名第235位，從2015年的第338位上升到了這個排名。懷卡託大學是排名全球排名前百分之三的大學。
2012年，懷卡託大學在時代高等教育世界大學排名中位列第58位。
。
在2013-2014年，懷卡託大學被世界高等教育世界大學排名評為第301-350名，QS世界大學排名第401-410。 懷卡託大學教授的五個學科領域在QS學科排名全球前150名：計算機科學與信息系統（101-150），經濟與計量經濟學（101-150），教育（46），法律與法律研究（101-150）和語言（101-150）。
2013年，懷卡託大學在英國時代高等教育世界大學排名榜上排名第46位，世界50年以下大學排名第28位，高於2012年的58位。
2014年，懷卡託大學獲得泰晤士高等教育世界大學排名第44位的排名，高於2013年的46位。
2016年，懷卡託大學的國際實力得到了Quacquarelli Symonds（QS）世界排名近五星評級的肯定。
QS科目排名在2016年度將懷卡託大學教授的十三個學科領域評為全球前250：酒店和休閒管理（24），會計學財務（101-150），地理（101-150），社會科學與管理（194），社會學（151-200），藝術與設計（151-200），語言學（151-200），藝術與人文計算機科學與信息系統（201-250），經濟與計量經濟學（201-250），英語語言文學（201-250），法律與法律研究（201-250），商業與管理研究（201- 250），教育培訓（451）和工程技術（451-500）。
2017年，懷卡託大學的國際實力得到了Quacquarelli Symonds 世界排名五星評級的肯定。大學排名由全球第324位，上升32位，至第292位，佔據全球頂尖學府的1.1%。
2018年，懷卡託大學跳升至全球274位，連續4年上升。十一項學術名列全球300大。
2019年，懷卡託大學升上全球排名266位，5年內已跳升135位，屬紐西蘭大學之冠。排名屬紐西蘭大學中第五。
2024年，懷卡託大學升上全球排名(QS 2025)235 （页面存档备份，存于）位。排名屬紐西蘭大學中第三。

## 毛利文化
懷卡託與新西蘭大學建立了獨特的合作夥伴關係。在治理方面，大學的懷唐伊條約的Kaitiaki（監護人）TeRōpūManukura旨在確保大學與iwi合作，以滿足毛利人社區的第三大需求和期望。
大學的婚禮Te KohingaMārama於1987年開放，是當時的教育學院的一部分，屬於毛利人吉他Tuheitia的披風。瑪雅人受到NgātiHaua和NgātiWairere以及大學社區的工作人員和學生的管理。
新西蘭大學約有15％的新的毛利大學生佔紐西蘭大學的比例最高。這些學生在懷卡托佔所有等同全日制學生（EFTS）的17％。毛利學術人員佔總數的10％，擁有大學所有高級職位的四分之一。
每年四月，大學慶祝其在kīngitanga天的kaupapa和tikanga毛利人的承諾。它也是Te Matatini，兩年一度的國家卡帕哈卡競賽的戰略合作夥伴。

## 學校獎學金
大學提供了大量獎學金，讓畢業生離校畢業生。 2005年推出的埃德蒙·希拉里爵士獎學金計劃，在進行高等教育學習時，協助有才華的體育人士或藝術表演者。 每年，大學接受約50名新的Hillary Scholars，他們獲得全額獎學金，個性化學術支持，體育/藝術領域的導師，資助專門技能開發和領導力培訓。
著名的Hillary Scholars包括：
- Warren Gatland, Wales Rugby Union coach.
- Laura Langman, Silver Fern captain
- Patrick Power, tenor
- Anjali Thakker, New Zealand ice and inline hockey player
- Nikki Cox, World Life Saving Championships champion
- Graham Oberlin-Brown, 2010 World Rowing Championships silver medalist
- Gabe Young, world champion blokarter
- Santiago Canon Valencia, cellist
- Susannah Leydon Davis, 2014 Glasgow Commonwealth Games badminton

## 懷卡托學生會
懷卡托學生會代表校內所有學生，並出版學生雜誌“Nexus”。 法學院的學生由懷卡託大學法學院協會Te Whakahiapo（毛利法學院學生協會）和太平洋法律學生學會代表。

## 校友
大學提供年度校友活動，出版物和福利計劃，以培養與其前學生的持續關係。 懷卡托校友代表是位於全球各地的志願者，是提供社交或商業交流機會的有益接觸。 2007年，頒發了傑出校友獎，慶祝在職業或社區做出突出貢獻的懷卡托畢業生。
1. 研究生内森·科恩（BMS; 2012）是划船項目世界冠軍和奧運冠軍。
2. 傑辛達·阿爾登 (Jacinda Kate Laurell Ardern) 於 2001年畢業 (Bachelor of Communication Studies (BCS) in politics and public relations)，為第40任(當前)紐西蘭總理

資深講師：
- Jenny Cave: 旅遊系（ Faculty of tourism ) 高級講師

## 外部連結
- 懷卡托大學官方主頁
- 懷卡托大學陶朗加校區官方主頁